# Avitus anumbi
Avitus anumbi är en spindelart som beskrevs av Cândido Firmino de Mello-Leitão 1940. Avitus anumbi ingår i släktet Avitus och familjen hoppspindlar. Inga underarter finns listade.